# Materialseilbahn Lukovac

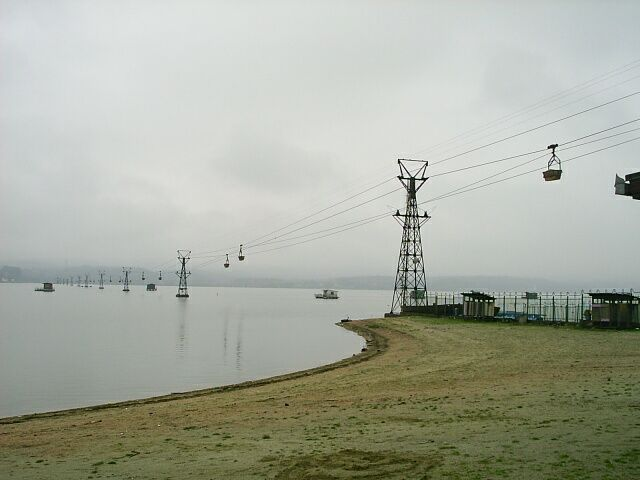
Materialseilbahn Lukovac

Die 14 Kilometer lange Materialseilbahn Lukovac in Lukavac, Bosnien und Herzegowina gehört zu den längsten in Europa.
1956 errichtet, diente sie dem Kalktransport vom Steinbruch Jaruške Gornje ⊙ in das Soda- und Zementwerk von Lukovac ⊙.
Ihre Förderleistung beträgt 150 Tonnen pro Stunde. Sie quert den Stausee Modračko jezero, in dem dazu einige Stützen errichtet sind. Die Zugseile der Bahn haben einen Durchmesser von 29 mm, die Tragseile von 28 mm. 